# منتخب إيران لهوكي الحقل
منتخب إيران لهوكي الحقل (بالفارسية: تیم ملی هاکی روی چمن ایران) هو ممثل إيران الرسمي في المنافسات الدولية في هوكي الحقل
.